# 2001–2002-es UEFA-bajnokok ligája (egyenes kieséses szakasz)
A 2001–2002-es UEFA-bajnokok ligája egyenes kieséses szakasza 2002. április 2-án kezdődött, és május 15-én ért véget az glasgowi Hampden Parkban rendezett döntővel. Az egyenes kieséses szakaszban az a 8 csapat vett részt, amelyek a második csoportkörben a saját csoportjuk első két helyének valamelyikén végeztek.

## Lebonyolítás
A döntő kivételével mindegyik mérkőzés oda-visszavágós rendszerben zajlott. A két találkozó végén az összesítésben jobbnak bizonyuló csapatok jutottak tovább a következő körbe. Ha az összesítésnél az eredmény döntetlen volt, akkor az idegenben több gólt szerző csapat jutott tovább. Amennyiben az idegenben lőtt gólok száma is azonos volt, akkor 30 perces hosszabbítást rendeztek a visszavágó rendes játékidejének lejárta után. Ha a 2×15 perces hosszabbításban gólt/gólokat szerzett mindkét együttes, és az összesített állás egyenlő volt, akkor a vendég csapat jutott tovább idegenben szerzett góllal/gólokkal. Gólnélküli hosszabbítás esetén büntetőpárbajra került sor. A döntőt egy mérkőzés keretében rendezték meg.

## Résztvevők
| Csoport   | Csoportelső       | Csoportmásodik      |
| --------- | ----------------- | ------------------- |
| A csoport | Manchester United | Bayern München      |
| B csoport | FC Barcelona      | Liverpool FC        |
| C csoport | Real Madrid       | Panathinaikósz      |
| D csoport | Bayer Leverkusen  | Deportivo La Coruña |

## Ágrajz
|  | Negyeddöntők        | Negyeddöntők        | Negyeddöntők            | Negyeddöntők            | Negyeddöntők |   |                   | Elődöntők         | Elődöntők | Elődöntők | Elődöntők | Elődöntők |  |  | Döntő | Döntő | Döntő |  |
|  |                     |                     |                         |                         |              |   |                   |                   |           |           |           |           |  |  |       |       |       |  |
|  | Deportivo La Coruña | Deportivo La Coruña | 0                       | 2                       | 2            |   |                   |                   |           |           |           |           |  |  |       |       |       |  |
|  | Deportivo La Coruña | Deportivo La Coruña | 0                       | 2                       | 2            |   |                   |                   |           |           |           |           |  |  |       |       |       |  |
|  | Manchester United   | Manchester United   | 2                       | 3                       | 5            |   |                   |                   |           |           |           |           |  |  |       |       |       |  |
|  | Manchester United   | Manchester United   | 2                       | 3                       | 5            |   | Manchester United | Manchester United | 2         | 1         | 3         |           |  |  |       |       |       |  |
|  |                     |                     |                         |                         |              |   | Manchester United | Manchester United | 2         | 1         | 3         |           |  |  |       |       |       |  |
|  |                     |                     | Bayer Leverkusen (i.g.) | Bayer Leverkusen (i.g.) | 2            | 1 | 3                 |                   |           |           |           |           |  |  |       |       |       |  |
|  | Liverpool FC        | Liverpool FC        | Bayer Leverkusen (i.g.) | Bayer Leverkusen (i.g.) | 2            | 1 | 3                 | 1                 | 2         | 3         |           |           |  |  |       |       |       |  |
|  | Liverpool FC        | Liverpool FC        |                         |                         |              |   |                   |                   |           | 3         |           |           |  |  |       |       |       |  |
|  | Bayer Leverkusen    | Bayer Leverkusen    | 0                       | 4                       | 4            |   |                   |                   |           |           |           |           |  |  |       |       |       |  |
|  | Bayer Leverkusen    | Bayer Leverkusen    | 0                       | 4                       | 4            |   | Bayer Leverkusen  | Bayer Leverkusen  | 1         |           |           |           |  |  |       |       |       |  |
|  |                     |                     |                         |                         |              |   |                   |                   |           |           |           |           |  |  |       |       |       |  |
|  |                     |                     | Real Madrid             | Real Madrid             | 2            |   |                   |                   |           |           |           |           |  |  |       |       |       |  |
|  | Panathinaikósz      | Panathinaikósz      | Real Madrid             | Real Madrid             | 2            | 1 | 1                 | 2                 |           |           |           |           |  |  |       |       |       |  |
|  | Panathinaikósz      | Panathinaikósz      |                         |                         |              |   |                   | 2                 |           |           |           |           |  |  |       |       |       |  |
|  | FC Barcelona        | FC Barcelona        | 0                       | 3                       | 3            |   |                   |                   |           |           |           |           |  |  |       |       |       |  |
|  | FC Barcelona        | FC Barcelona        | 0                       | 3                       | 3            |   | FC Barcelona      | FC Barcelona      | 0         | 1         | 1         |           |  |  |       |       |       |  |
|  |                     |                     |                         |                         |              |   | FC Barcelona      | FC Barcelona      | 0         | 1         | 1         |           |  |  |       |       |       |  |
|  |                     |                     | Real Madrid             | Real Madrid             | 2            | 1 | 3                 |                   |           |           |           |           |  |  |       |       |       |  |
|  | Bayern München      | Bayern München      | Real Madrid             | Real Madrid             | 2            | 1 | 3                 | 2                 | 0         | 2         |           |           |  |  |       |       |       |  |
|  | Bayern München      | Bayern München      |                         |                         |              |   |                   |                   |           | 2         |           |           |  |  |       |       |       |  |
|  | Real Madrid         | Real Madrid         | 1                       | 2                       | 3            |   |                   |                   |           |           |           |           |  |  |       |       |       |  |

## Negyeddöntők
| 1. csapat           | Össz.Tooltip Aggregate score | 2. csapat         | 1. mérk. | 2. mérk. |
| ------------------- | ---------------------------- | ----------------- | -------- | -------- |
| Panathinaikósz      | 2–3                          | FC Barcelona      | 1–0      | 1–3      |
| Bayern München      | 2–3                          | Real Madrid       | 2–1      | 0–2      |
| Deportivo La Coruña | 2–5                          | Manchester United | 0–2      | 2–3      |
| Liverpool FC        | 3–4                          | Bayer Leverkusen  | 1–0      | 2–4      |

### 1. mérkőzések
Az időpontok közép-európai nyári idő szerint értendők.
| 2002. április 2. 20:45 |

| Deportivo La Coruña | 0–2               | Manchester United              |
| ------------------- | ----------------- | ------------------------------ |
|                     | (0–2) Jegyzőkönyv | Beckham 15' Van Nistelrooy 41' |

| Estadio Riazor, A Coruña Nézőszám: 35 400 Játékvezető: Kyros Vassaras (görög) |

| 2002. április 2. 20:45 |

| Bayern München            | 2–1               | Real Madrid |
| ------------------------- | ----------------- | ----------- |
| Effenberg 82' Pizarro 88' | (0–1) Jegyzőkönyv | Geremi 11'  |

| Olympiastadion, München Nézőszám: 60 000 Játékvezető: Hugh Dallas (skót) |

| 2002. április 3. 20:45 |

| Panathinaikósz         | 1–0               | FC Barcelona |
| ---------------------- | ----------------- | ------------ |
| Basinas 79' (11-esből) | (0–0) Jegyzőkönyv |              |

| Apostolos Nikolaidis Stadium, Athén Nézőszám: 16 000 Játékvezető: Terje Hauge (norvég) |

| 2002. április 3. 20:45 |

| Liverpool FC | 1–0               | Bayer Leverkusen |
| ------------ | ----------------- | ---------------- |
| Hyypiä 44'   | (1–0) Jegyzőkönyv |                  |

| Anfield, Liverpool Nézőszám: 42 500 Játékvezető: Anders Frisk (svéd) |

### 2. mérkőzések
| 2002. április 9. 20:45 |

| FC Barcelona                     | 3–1               | Panathinaikósz     |
| -------------------------------- | ----------------- | ------------------ |
| Luis Enrique 23' 49' Saviola 61' | (1–1) Jegyzőkönyv | M. Konstantinou 8' |

| Camp Nou, Barcelona Nézőszám: 89 200 Játékvezető: Urs Meier (svájci) |

| 2002. április 9. 20:45 |

| Bayer Leverkusen                       | 4–2               | Liverpool FC            |
| -------------------------------------- | ----------------- | ----------------------- |
| Ballack 16' 64' Berbatov 68' Lúcio 84' | (1–1) Jegyzőkönyv | Xavier 42' Litmanen 79' |

| BayArena, Leverkusen Nézőszám: 22 500 Játékvezető: Vítor Melo Pereira (portugál) |

| 2002. április 10. 20:45 |

| Manchester United          | 3–2               | Deportivo La Coruña               |
| -------------------------- | ----------------- | --------------------------------- |
| Solskjær 23' 56' Giggs 69' | (1–1) Jegyzőkönyv | Blanc 45' (öngól) Djalminha 90+1' |

| Old Trafford, Manchester Nézőszám: 66 500 Játékvezető: Markus Merk (német) |

| 2002. április 10. 20:45 |

| Real Madrid           | 2–0               | Bayern München |
| --------------------- | ----------------- | -------------- |
| Helguera 69' Guti 85' | (0–0) Jegyzőkönyv |                |

| Santiago Bernabéu, Madrid Nézőszám: 75 300 Játékvezető: Stefano Braschi (olasz) |

## Elődöntők
| 1. csapat         | Össz.Tooltip Aggregate score | 2. csapat        | 1. mérk. | 2. mérk. |
| ----------------- | ---------------------------- | ---------------- | -------- | -------- |
| FC Barcelona      | 1–3                          | Real Madrid      | 0–2      | 1–1      |
| Manchester United | 3–3 (i.g.)                   | Bayer Leverkusen | 2–2      | 1–1      |

### 1. mérkőzések
| 2002. április 23. 20:45 |

| FC Barcelona | 0–2               | Real Madrid                |
| ------------ | ----------------- | -------------------------- |
|              | (0–0) Jegyzőkönyv | Zidane 55' McManaman 90+2' |

| Camp Nou, Barcelona Nézőszám: 98 000 Játékvezető: Anders Frisk (svéd) |

| 2002. április 24. 20:45 |

| Manchester United                                  | 2–2               | Bayer Leverkusen         |
| -------------------------------------------------- | ----------------- | ------------------------ |
| Živković 29' (öngól) Van Nistelrooy 67' (11-esből) | (1–0) Jegyzőkönyv | Ballack 62' Neuville 75' |

| Old Trafford, Manchester Nézőszám: 66 500 Játékvezető: Ľuboš Micheľ (szlovák) |

### 2. mérkőzések
| 2002. április 30. 20:45 |

| Bayer Leverkusen | 1–1               | Manchester United |
| ---------------- | ----------------- | ----------------- |
| Neuville 45+2'   | (1–1) Jegyzőkönyv | Keane 28'         |

| BayArena, Leverkusen Nézőszám: 22 500 Játékvezető: Kim Milton Nielsen (dán) |

| 2002. május 1. 20:45 |

| Real Madrid | 1–1               | FC Barcelona         |
| ----------- | ----------------- | -------------------- |
| Raúl 43'    | (1–0) Jegyzőkönyv | Helguera 49' (öngól) |

| Santiago Bernabéu, Madrid Nézőszám: 75 000 Játékvezető: Pierluigi Collina (olasz) |

## Döntő
| 2002. május 15. 19:45 (20:45 CEST) |

| Bayer Leverkusen | 1–2               | Real Madrid        |
| ---------------- | ----------------- | ------------------ |
| Lúcio 13'        | (1–2) Jegyzőkönyv | Raúl 8' Zidane 45' |

| Hampden Park, Glasgow Nézőszám: 52 000 Játékvezető: Urs Meier (svájci) |